# رود دونكان
رود دونكان (بالإنجليزية: Rod Duncan)‏ هو كاتب بريطاني، ولد في 1962 في ويلز في المملكة المتحدة.

## وصلات خارجية
- رود دونكان على موقع IMDb (الإنجليزية)
- رود دونكان على موقع قاعدة بيانات الفيلم (الإنجليزية)